# Ocularia mirei
Ocularia mirei är en skalbaggsart som beskrevs av Stefan von Breuning 1977. Ocularia mirei ingår i släktet Ocularia och familjen långhorningar. Inga underarter finns listade i Catalogue of Life.